# WBUR
WBUR-FM ist eine National-Public-Radio-Station (NPR) in Boston, Massachusetts. Die Station gehört der Boston University. Sie ist die größte der drei NPR-Stationen in Boston neben WGBH und WUMB-FM. Der Hörfunksender positioniert sich als “Boston’s NPR News Station”. WBUR-FM sendet mit 12 kW auf UKW 90.9 MHz.

## Programm
WBUR produziert die Sendungen Car Talk, On Point, Only A Game, Here and Now und Open Source, die über das NPR-Syndikat ausgestrahlt werden. Einen weiteren Schwerpunkt nimmt die Sportberichterstattung aus Boston ein. So setzt sich die Sportshow Only A Game kritisch und ironisch mit Sport auseinander.
Die tägliche Nachrichtensendung „Radio Boston“, die auch als Podcast zusammen mit dem Boston Globe verbreitet wird, war eine der ersten, zuverlässigsten sowie regionalen Nachrichtenquellen über den Anschlag auf den Boston-Marathon 2013.